# The big five for life
Het boek The Big Five for Life is een fictief verhaal over een succesvolle zakenman die aan het eind van zijn leven zijn geheim voor succes overdraagt aan een vriend. Het boek is een overdracht van theorieën over management en leiderschap in een verhalende schrijfstijl. Uitgangspunt van deze theorieën is de filosofische gedachte dat ieder mens een reden van bestaan heeft en dat deze reden van bestaan te ontdekken is aan de hand van de belangrijkste vijf persoonlijke levensdoelen.

## Het verhaal
The Big Five for Life - Vervul je vijf grote levenswensen

Het geheim van groot leiderschap
The Big Five for Life is het verhaal van een fictieve zakenman Thomas Derale. Het verhaal wordt verteld over de schouders van Joe, een goede vriend van Thomas. In het begin van het verhaal krijgt Joe te horen dat Thomas op sterven ligt. Joe neemt de eerst volgende vlucht vanuit Spanje terug naar de VS. In het vliegtuig ontmoet Joe een vrouw genaamd Sonia. Ze raken in gesprek en Joe vertelt Sonia over zijn vriendschap met Thomas.
Die vriendschap begon in Chicago op een perron in februari met de vraag over een museumdag. Thomas vraagt Joe of het een goede museumdag-ochtend is. Joe begrijpt dan nog niet wat Thomas bedoelt, maar Thomas maakt op dat moment wel indruk. Later leert Joe dat een museumdag een dag is waarop je kostbaarheden aan je levensmuseum toevoegt. Kostbaarheden die je gedurende je leven verzameld. Een denkwijze of methode om elke dag bewust te leven en je tijd bewust te besteden aan zaken waar je echt om geeft.
Joe vertelt Sonia verder over de RVB ofwel reden van bestaan van mensen en komt zo op het principe van ‘the big five for life’. De vijf belangrijkste doelen die je bereikt wil hebben om je leven tot een succes te maken. Sonia blijkt kritisch op dit ogenschijnlijke ‘softe gedoe’, maar Joe laat tijdens de rest van de vlucht zien dat het uiteindelijk gaat om harde resultaten en dat the big five for life naast filosofie een succesvolle managementmethode is.
Eenmaal terug in de VS blijft Joe dicht bij de zieke Thomas vergezeld door Thomas vrouw Maggie. In deze periode draagt Thomas zijn spirituele erfenis over aan Joe en leert Joe het geheim van groot leiderschap en hoe dat leidt tot succes in zowel (of juist in combinatie tussen) je zakelijke omgeving als in je privéleven. Uiteindelijk overlijdt Thomas, maar hij laat zijn inspirerende levensverhaal, zijn filosofie en formule voor succes achter.

## Over The Big Five for Life
The Big Five for Life is een inspiratieboek dat het midden houdt tussen een novelle en een zelfhulpboek. Praktische tips over leidinggeven en managementstijlen zijn door het boek verweven. Door de verhalende schrijfstijl leest het boek niet als een managementboek, wat een andere manier is van het overbrengen van een managementtheorie.

## Organisatie
Wereldwijd heeft John Strelecky meerdere vestigingen die het Big Five for Life principe uitoefenen. Het hoofdkantoor van Nederland is gevestigd in Joure (Friesland). 

## Overige titels
Andere titels van John Strelecky zijn:
- Life Safari
- Het waarom-ben-je-hier-café
- How to be rich and happy
- Return to the Why Café